# Гуграг
Гугнаг — упраздненное село в Табасаранском районе Дагестана (Россия). На момент упразднения входило в состав Чулатского сельсовета. Исключено из учётных данных в 1966 году.

## География
Село располагалось у подножья хребта Карасырт у горы Софидаг, в истоке безымянного правобережного притока реки Рубас, в 7,5 км к юго-западу от села Чулат.

## История
До вхождения Дагестана в состав Российской империи селение Гугнаг входило в состав вольного сельского общества Этек. Затем в Чулатское сельское общество Южно-Табасаранского наибства Кюринского округа Дагестанской области. В 1895 году селение состояло из 27 хозяйств. По данным на 1926 год село состояло из 19 хозяйств. На реке Рубас, на месте нынешнего села Гюхряг, был хутор Гугнаг-Казмаляр, состоявший из 12 дворов. В административном отношении входило в состав Чулатского сельсовета Табасаранского района. В начале 1930-х годов в селе организован колхоз «30 лет ДАССР». В 1966 году село было разрушено землетрясением, а население переселено на земли совхоза «Рубас».
Указом ПВС ДАССР от 31.10.1967 г. село Гугнаг исключено из учётных данных.

## Население
| Год       | 1895 | 1908 | 1926 | 1939 |
| --------- | ---- | ---- | ---- | ---- |
| Население | 172  | 159  | 91   | 170  |

По данным Всесоюзной переписи населения 1926 года, в национальной структуре населения табасараны составляли 100 %